# Needtobreathe
Needtobreathe är ett amerikanskt kristet rockband från South Carolina. Bandet består av Bear Reinheart, Bo Reinheart och Seth Bolt. Sammanlagt har de släppt sex studioalbum, Daylight (2006), The Heat (2007), The Outsiders (2009), The Reckoning (2011), Rivers In The Wasteland (2014) och Hard Love (2016).

## Medlemmar
Nuvarande medlemmar
- Bear Rinehart (f. William Stanley Rinehart III 6 september 1980 i Greenville, South Carolina) – sång, gitarr, piano, orgel, munspel
- Bo Rinehart (f. Nathaniel Bryant Rinehart 31 december 1981 i Conway, South Carolina) – sologitarr, banjo, mandolin, bakgrundssång
- Seth Bolt (f. 22 december 1983) – basgitarr, mandolin, bakgrundssång
- Josh Lovelace – Hammondorgel, piano, bakgrundssång

Tidigare medlemmar
- Joe Stillwell – trummor (2001–2012)

Turnerande medlemmar
- Josh Lovelace – keyboard, bakgrundssång
- Randall Harris – trummor
- David Leonard – keyboard

## Diskografi
Studioalbum
- Daylight (2006)
- The Heat (2007)
- The Outsiders (2009)
- The Reckoning (2011)
- Rivers in the Wasteland (2014)
- Hard Love (2016)